# Crotalus ornatus
Espèce
Crotalus ornatus est une espèce de serpents de la famille des Viperidae.

## Répartition
Cette espèce se rencontre au Texas aux États-Unis et au Chihuahua au Mexique.

## Taxinomie
Cette espèce a été relevée de sa synonymie avec Crotalus molossus par Anderson et Greenbaum en 2012.

## Publication originale
- Hallowell, 1854 : Notices of new Reptiles from Texas. Proceedings of the Academy of Natural Sciences of Philadelphia, vol. 7, p. 192-193 (texte intégral).